# Râul Bătrâna, Dragoș
Râul Bătrâna este un curs de apă, afluent al Dragoș. 

## Hărți
- Harta județului Maramureș
- Harta Munții Rodnei  Arhivat în 22 iulie 2020, la Wayback Machine.